# Präsidentschaftswahl im Iran 2001

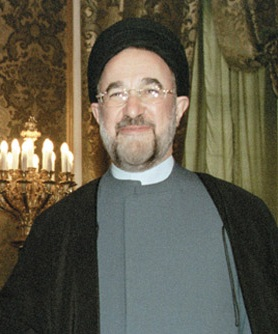
Wahlsieger Mohammad Chatami (2001)

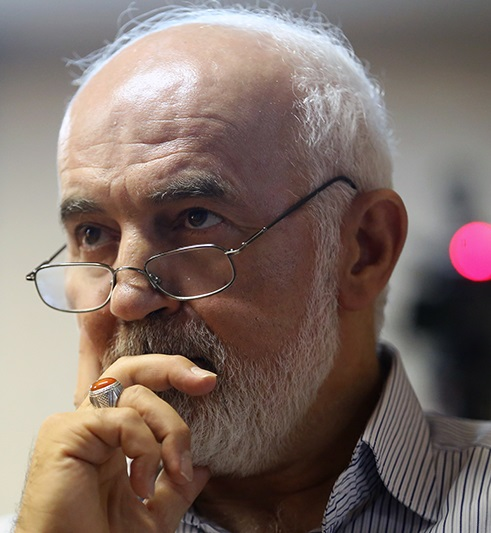
Ahmad Tavakkoli belegte den zweiten Platz.

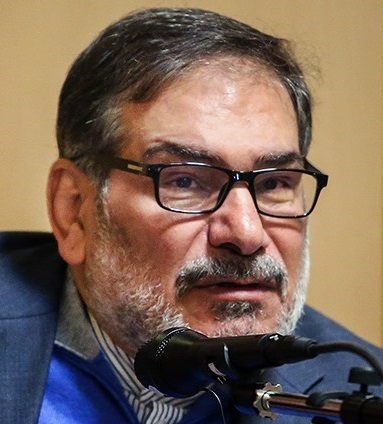
Ali Shamchani wurde abgeschlagener Dritter.

Die iranische Präsidentschaftswahl 2001 fand am 8. Juni 2001 statt. Der Reformer Mohammad Chatami erhielt 77 % der Stimmen und wurde damit wiedergewählt.

## Vorgeschichte
Der Wahl ging die erste Amtsperiode Chatamis voraus, die anfangs von Hoffnungen westlicher Demokratien auf einen Reformprozess in Iran geprägt war. Chatami schlug liberale Töne an und machte es sich zum Ziel, die von staatlichen Reglementierungen und Zensur durchzogene Gesellschaft zu liberalisieren. Insbesondere Pressefreiheit, Meinungsfreiheit und Frauenrechte standen auf seiner Agenda. Seit der Parlamentswahl am 18. Februar 2000 war auch das Parlament in reformerischer Hand. Allerdings sah sich Chatami mit seinen Reformansätzen dem Widerstand der theokratischen Institutionen um den obersten geistigen Führer Seyyed Ali Chamenei gegenüber. Der Wächterrat verhinderte den Großteil der Reformgesetze und schränkte Chatamis Einfluss erheblich ein. 
Zur Zeit der Präsidentschaftswahl 2001 hatte sich in großen Teilen der reformwilligen Bevölkerung bereits eine gewisse Resignation über die Machtlosigkeit der Regierung und des Parlaments breit gemacht. Dennoch konnten die Reformer ihre Wählerschaft mobilisieren und die Wahlbeteiligung betrug 67 %.
Der Wächterrat hatte, wie bei allen Wahlen, dem Großteil der Kandidaten und allen Kandidatinnen für das Amt des Präsidenten die Kandidatur verboten. Von 814 Bewerbern wurden nur 10 zur Wahl zugelassen.

## Ergebnis
|                      | Stimmen    | Prozent |
| -------------------- | ---------- | ------- |
| Mohammad Chatami     | 21.659.053 | 77 %    |
| Ahmad Tavakkoli      | 4.393.544  | 15,6 %  |
| Ali Schamchani       | 737.962    | 2,62 %  |
| Mahmoud Jasebi       | 260.082    | 0,92 %  |
| Mahmoud Kashani      | 235.363    | 0,84 %  |
| Hassan Ghafourifard  | 129.222    | 0,46 %  |
| Mansour Razavi       | 114.327    | 0,41 %  |
| Ali Fallahian        | 55.176     | 0,20 %  |
| Mostafa Hashemi-Taba | 28.090     | 0,10 %  |
| ? Shahabeddin Sadr   | ?          | ?       |
| Gesamt               | 28.081.930 | 100 %   |